# 秋山さと子
秋山 さと子（あきやま さとこ、本名：秋山達子（読み方同じ）、1923年2月26日 - 1992年1月5日）は、ユング派の心理学者。お茶の水女子大学講師、駒澤大学講師、東洋大学講師。東京ユング研究会主宰。

## 略歴
東京都出身。1923年、曹洞宗の寺院に生まれる。1940年、文化学院を卒業。19歳の時結婚。28歳で離婚。その後ジャズ歌手やディスクジョッキー、デザイナーとして活動する。35歳の時に駒澤大学仏教学部に入学、更に大学院へ進学。1964年に渡欧して、ユング心理学研究所に4年間在籍。その経験は、「チュリッヒ夢日記」として出版され、当時のユング派の夢分析の実体験を知ることができる。

## 著書
- 『聖なる次元』（思索社、1976年 → 1991年）
- 『ユング心理学からみた子どもの深層』（海鳴社、1978年）
- 『いい女への旅立ち』（祥伝社、1978年 → 1987年）
- 『いい結婚への旅立ち』（祥伝社、1979年）
- 『悟りの分析』（朝日出版社、1980年 → PHP研究所、1991年）
- 『聖なる男女』（青土社、1980年 → 1987年）
- 『長靴をはいた猫』（公文数学研究センター、1980年）
- 『母と子の深層』（青土社、1981年 → 1990年）
- 『エクスタシーの精神世界』（創拓社、1981年）
- 『「親子の絆」をどう生かすか』（光文社、1981年）
- 『女の時間表』（主婦と生活社、1981年）
- 『女はそのままで美しい』（海竜社、1981年）
- 『夢診断』（講談社、1981年）
- 『おとぎの国に住む子どもたち』（公文数学研究センター、1981年）
- 『素敵なお母さんの心理学』（公文数学研究センター、1981年）
- 『ユング心理学へのいざない』（サイエンス社、1982年）
- 『ユングの心理学』（講談社、1982年）
- 『「恋人という他人」の深層』（大和書房、1982年 → ダイワアート、1986年）
- 『自分という宇宙』（青土社、1983年）
- 『母さん泳ぎに行っていい』（青土社、1984年）
- 『色彩の冒険』（福武書店、1984年）
- 『いい女は遊び上手』（ダイワアート、1985年）
- 『子どもの情景』（大和書房、1985年）
- 『子どもの王国』（文化出版局、1985年）
- 『愉ばしき科学』（朝日出版社、1985年）
- 『メタ・セクシュアリティ』（朝日出版社、1985年）
- 『チューリヒ夢日記』（筑摩書房、1985年）
- 『ほんとうの女らしさを求めて』（海竜社、1986年）
- 『ユングとオカルト』（講談社、1987年）
- 『科学と仏教の謎』（大和書房、1987年）
- 『秋山さと子の「女性論」』（福村出版、1988年）
- 『ユングの性格分析』（講談社、1988年）
- 『本当の自分になれる本』（エムジー、1988年 → ガイア、1990年）
- 『新・晩学のすすめ』（主婦と生活社、1988年）
- 『お母さんを勇気づける本』（コア出版、1989年）
- 『ひとり歩きできる女の男ともだち』（徳間書店、1989年）
- 『恋愛願望』（PHP研究所、1989年 → 1993年）
- 『夢で自分がわかる本』（史輝出版、1989年 → PHP研究所、1992年）
- 『なぜ自分らしく生きられないのか』（ガイア、1989年）
- 『愛する自分愛される自分』（ガイア、1990年）
- 『子どもの世界』（ガイア、1990年）
- 『運命の不思議を知る本』（史輝出版、1990年）
- 『家族という名の幻想』（PHP研究所、1990年）
- 『性格の本』（芸文社、1990年）
- 『秋山さと子の「いい女」論』（三笠書房、1991年 → 1996年）
- 『親子げんかのすすめ』（ポプラ社、1991年）
- 『カッコよく生きるには？』（ポプラ社、1991年）
- 『夢で知る自分の心』（ポプラ社、1991年）
- 『自分らしく生きよう』（ポプラ社、1991年）
- 『恋をしつづける女たちへ』（徳間書店、1991年）
- 『子育ての心理学』（東洋館出版社、1991年）
- 『子どもの心がわかる本』（独楽書房、1991年）
- 『素敵な女の磨き方』（芸文社、1991年）
- 『なぜ子供がわからないのですか？』（ガイア、1991年）
- 『いい女へのパスポート』（牧羊社、1992年）
- 『いま、女たちへ』（PHP研究所、1992年）
- 『心が満たされない時に読む本』（ベストセラーズ、1992年）
- 『自分らしく生きる心理学』（PHP研究所、1993年）
- 『「愛」を決断するための心理学』（ベストセラーズ、1993年）
- 『夢は人に何を伝えているのか』（ベストセラーズ、1993年）
- 『なぜ自分らしく生きられないのか』（ベストセラーズ、1993年 → 2001年）
- 『男ともだち』（徳間書店、1993年）
- 『科学と宗教はどこまで出会えるか』（大和書房、1994年）
- 『愛することも学ぶことも』（三笠書房、1994年）
- 『永遠の子どもたち』（法蔵館、1994年）
- 『ユング・ブッダの夢』（法蔵館、1994年）
- 『三十代から「自分」を生かす心理学』（芸文社、1994年）
- 『夢ってなに』（パロル舎、1995年）
- 『占いとユング心理学』（ベストセラーズ、1996年）
- 『自分がわかる性格の本』（双葉社、1998年）

### 訳書
- 『通過儀礼』（アルノルド・ヴァン・ジェネップ著、思索社、1977年）
- 『あずさ弓』（カーメン・ブラッカー著、岩波書店、1979年 → 同時代ライブラリー 上・下、1995年）
- 『死とのであい』（ジョン・ヒントン著、三共出版、1979年）
- 『子ども時代の内的世界』（ウィックス著、海鳴社、1983年）
- 『グノーシスの宗教』（ハンス・ヨナス著、人文書院、1986年）
- 『夢の治癒力』（カール・アルフレッド・マイヤー著、筑摩書房、1986年）
- 『かまきりの讃歌』（ローレンス・ヴァン・デル・ポスト著、思索社、1987年）
- 『狩猟民の心』（ローレンス・ヴァン・デル・ポスト著、思索社、1987年）
- 『ソウル・アンド・ボディ』（カール・アルフレッド・マイヤー著、法蔵館、1989年）
- 『ユングとタロット』(サリー・ニコルズ著、新思索社、2001年)

### 論文
- CiNii>秋山達子
- CiNii>秋山さと子

## テレビ出演
- 一枚の写真（1991年4月4日、フジテレビ）